# Kumylženskaja
Kumylženskaja (in russo Кумылженская?) è un villaggio (stanica) della Russia europea, situato nell'oblast' di Volgograd; è il centro amministrativo del rajon Kumylženskij.
Si trova a nord-ovest di Volgograd, sul fiume Kumylga vicino alla sua confluenza nel Chopër.